# تحالف الملكية
تحالف الملكية (بالفرنسية: Alliance Royale)‏ هو حزب يميني فرنسي تم تأسيسه في سنة 2001 من قبل بيير برنارد، ومن مطالب هذا الحزب الرئيسية هو عودة فرنسا إلى النظام الملكي وإلى حكم أسرة أورليان بالتحديد، كما يؤمن ببعض الأفكار المحافظة مثل الشكوكية الأوروبية ومناهضة الهجرة من ألتي يتم وصفها باليمينية المتطرفة.